# Jönköpings stad
Jönköpings stad var en stad och kommun i Jönköpings län. 

## Administrativ historik
Magnus Ladulås utfärdade 18 maj 1284 lov till Jönköping att hålla två återkommande marknader, vilket gör detta till det äldsta bevarade privilegiebrevet som en svensk stad fått, även om det inte i egentlig mening var något stadsprivilegium. Brevet bekräftades 1288 och 1338. 1349 erkändes Jönköping "Bjärkaörätt" och därmed formella stadsprivilegier.. Nya bekräftelser av dessa privilegier utfärdades 1417, av Karl Kutsson, alla tre Sturarna samt av Gustav Vasa 1524, som även utvidgade stadens stapelrätt. Redan 1283 hade ett franciskanerkloster grundats vid Lillesjön, i nuvarande stadsdel Väster, och runt detta växte det medeltida Jönköping fram.  Staden flyttades 1612 från Jönköpings slott till området öster om kanalen, mellan Vättern och Munksjön, nuvarande stadsdelen Öster.
Staden blev en stadskommun, enligt Förordning om kommunalstyrelse i stad (SFS 1862:14) från och med den 1 januari 1863, då Sveriges kommunsystem infördes. 1910 inkorporerade staden Ljungarums landskommun.
Stadens territorium ändrades flera gånger (årtal avser den 1 januari det året om inget annat anges):
- 1951 - Enligt beslut den 31 mars 1950 inkorporerades större delen av Järstorps landskommun med en omfattning av 34,90 km², varav 34,50 km² land, och 584 invånare. Till Bankeryds landskommun överfördes från Järstorps upplösta kommun fastigheterna Tunabo 1:2 och Tunabo 1:3, omfattande en areal av 1,50 km², varav 1,30 km² land, och 10 invånare. Enligt samma beslut inkorporerades Järstorps socken i fastighetshänseende i Jönköpings stad.[3]
- 1954 överfördes från Norrahammars köping och församling till Jönköpings stad och Jönköpings Sofia församling ett område med 129 invånare och omfattande en areal av 11,20 kvadratkilometer, varav 10,85 kvadratkilometer land.[4]

- 1957 överfördes från Jönköpings stad två områden till Huskvarna stad. Ett område med 291 invånare och omfattande en areal av 0,76 km², varav 0,73 km² land överfördes från Ljungarums församling. Det andra ett område med 12 invånare och omfattande en areal av 0,87 km², varav allt land överfördes från Jönköpings Kristina församling.[4]

- 1960 överfördes till Jönköpings stad och Ljungarums församling från Huskvarna stad ett område med 6 invånare och omfattande en areal av 0,03 km² land. Samtidigt överflyttades i motsatt riktning ett obebott område omfattande en areal av 0,001 km² land. Dessutom överfördes från Huskvarna stad till Jönköpings stad och Kristina församling ett område med 8 invånare och omfattande 0,07 km² land.[4]

Den 1 januari 1971 ombildades staden till Jönköpings kommun. 1 januari 2016 inrättades distrikten Jönköpings Kristina distrikt och Jönköpings Sofia distrikt, med samma omfattning som motsvarande församlingar hade 1999/2000, och vari detta område ingår.
Staden hade en egen jurisdiktion med rådhusrätt, vilken uppgick 1971 i Jönköpings tingsrätt.

### Kyrklig tillhörighet
Stadsförsamlingen Jönköpings församling delades 1852 i Jönköpings östra församling (från 1927 Jönköpings Kristina församling) och Jönköpings västra församling (från 1927 Jönköpings Sofia församling). 1910 tillkom Ljungarums församling och 1951 Järstorps församling.

### Sockenkod
För registrerade fornfynd med mera så återfinns staden inom ett område definierat av sockenkod 0614 som motsvarar den omfattning staden hade kring 1950, vilket innebär koden även används för Ljungarums socken.

## Stadsvapnet
Blasonering: I rött fält en från en vågskura bildad blå stam uppskjutande krenelerad borg av silver med tre krenelerade torn, det mellersta högst, svarta fönster, dörrar och port samt upphissat portgaller av silver. Vapnet härstammar från ett sigill från 1400-talet och fastställdes av Kungl Maj:t år 1935. Det registrerades oförändrat 1974 för den nya kommunen. 

## Geografi
Jönköpings stad omfattade den 1 januari 1952 en areal av 83,81 km², varav 81,78 km² land. Efter nymätningar och arealberäkningar färdiga den 1 januari 1957 omfattade staden den 1 november 1960 en areal av 93,36 km², varav 90,54 km² land.

### Tätorter i staden 1960
I Jönköpings stad fanns del av tätorten Jönköping, som hade 49 648 invånare i staden den 1 november 1960. Tätortsgraden i staden var då 98,3 procent.

## Näringsliv

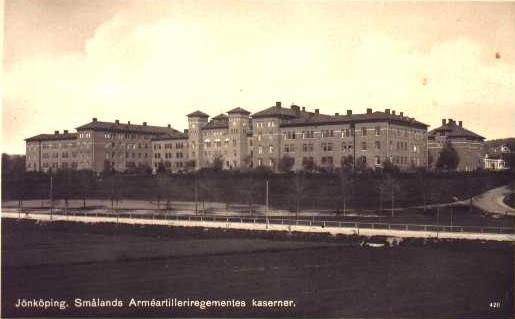
Vy över Smålands artilleriregementes kaserner. Troligen 1930-1940-tal.

Vid folkräkningen den 31 december 1950 var kommunens befolknings huvudnäring uppdelad på följande sätt:
- 52,1 procent av befolkningen levde av industri och hantverk
- 18,2 procent av handel
- 15,7 procent av offentliga tjänster m.m.
- 6,6 procent av samfärdsel
- 3,1 procent av jordbruk med binäringar
- 1,5 procent av husligt arbete
- 0,0 procent av gruvbrytning
- 2,8 procent av ospecificerad verksamhet.

Av den förvärvsarbetande befolkningen jobbade 17,2 procent i metallindustrin, 15,1 procent med varuhandel, 7,2 procent med hälso- och sjukvård samt personlig hygien och 7,7 procent med övriga inom offentliga tjänster m.m., vilket omfattade militär verksamhet. 1 166 av förvärvsarbetarna (5,7 procent) hade sin arbetsplats utanför staden.

## Politik

### Mandatfördelning i valen 1919–1966
| 11 | 12 | 22 |

| 42 |

| 11 | 12 | 22 |

| 40 |

|  | 10 | 15 | 19 |

| 42 |

| 19 | 8 | 18 |

| 41 |

| 20 | 8 | 17 |

| 43 |

| 22 | 11 | 12 |

| 42 |

|  | 24 | 10 | 10 |

| 41 |

| 3 | 22 | 10 | 10 |

| 40 |

| 4 | 20 | 12 | 9 |

| 40 |

| 23 | 14 | 8 |

| 37 | 8 |

|  | 21 | 13 | 10 |

| 38 | 7 |

| 22 | 11 | 12 |

| 38 | 7 |

| 24 |  | 11 | 9 |

| 38 | 7 |

|  | 20 | 4 | 11 | 9 |

| 37 | 8 |

### Fotnoter
1. 1 2  Svensk uppslagsbok, Malmö 1931
2. ↑  Skandinavien under unionstiden, Carl Gustaf Styffe
3. 1 2   (PDF) Folkräkningen den 31 december 1950, I, Areal och folkmängd inom särskilda förvaltningsområden m.m., Tätorter. Stockholm: Statistiska centralbyrån. 1952-05-19. sid. 27. Arkiverad från originalet den 1 oktober 2014. https://www.webcitation.org/6T09ZkyrB?url=http://www.scb.se/Grupp/Hitta_statistik/Historisk_statistik/_Dokument/SOS/Folkrakningen_1950_1.pdf. Läst 9 oktober 2014 Arkiverad 29 oktober 2013 hämtat från the Wayback Machine.
4. 1 2 3 4   (PDF) Folkräkningen den 1 november 1960, I, Folkmängd inom kommuner och församlingar efter kön, ålder, civilstånd m.m.. Stockholm: Statistiska centralbyrån. 1961-09-30. sid. 14. Arkiverad från originalet den 14 oktober 2013. https://web.archive.org/web/20131014172059/http://www.scb.se/Grupp/Hitta_statistik/Historisk_statistik/_Dokument/SOS/Folkrakningen_1960_01.pdf. Läst 5 december 2014
5. ↑  Andersson, Per (1993). Sveriges kommunindelning 1863–1993. Mjölby: Draking. Libris 7766806. ISBN 91-87784-05-X
6. ↑  Elsa Trolle Önnerfors: Domsagohistorik - Jönköpings tingsrätt (del av Riksantikvarieämbetets Tings- och rådhusinventeringen 1996-2007)
7. ↑  ”Förteckning (Sveriges församlingar genom tiderna)”. Skatteverket. 1989. http://www.skatteverket.se/privat/folkbokforing/omfolkbokforing/folkbokforingigaridag/sverigesforsamlingargenomtiderna/forteckning.4.18e1b10334ebe8bc80003999.html. Läst 17 december 2013.
8. ↑  Fornminnesregistret, Riksantikvarieämbetet: Jönköpings stad Fornminnen i socknen erhålls på kartan genom att skriva in sockennamn (utan "socken") i "Ange geografiskt område"
9. ↑  SCB Folkräkningen 1960 del 2 Arkiverad 24 september 2015 hämtat från the Wayback Machine. sida 20 i pdf:en
10. 1 2   (PDF) Folkräkningen den 31 december 1950, IV, Totala räkningen: folkmängden efter yrke i kommuner, församlingar och tätorter. Stockholm: Statistiska centralbyrån. 1954-10-08. sid. 42-43. Arkiverad från originalet den 30 juni 2015. https://www.webcitation.org/6Zfas4HUP?url=http://www.scb.se/Grupp/Hitta_statistik/Historisk_statistik/_Dokument/SOS/Folkrakningen_1950_4.pdf. Läst 30 juni 2015 Arkiverad 24 september 2015 hämtat från the Wayback Machine.